# きたやまおさむのレクチャー&ミュージック
きたやまおさむのレクチャー＆ミュージック（きたやまおさむのレクチャー・アンド・ミュージック）は、NHK-FMで2009年3月30日から2012年3月26日まで毎週月曜23時 - 24時に放送されていたラジオ番組である。
北山修が「きたやまおさむ」名義で出演する冠番組であり、黒崎めぐみがアシスタントを担当している。

## 概要
北山の音楽家や精神科医としての経験を生かした番組であり、洋楽・邦楽ともかかることがある。また、毎回ではないが、時々ゲストが来て対談を繰り広げることがある。
番組の途中で、ゲストやリスナーが「いやし」だと思う曲をかける、「真夜中のいやしソング」のコーナーがある。
2010年2月には、ザ・フォーク・クルセダーズ時代の僚友加藤和彦の追悼特集を放送。加藤は前年の10月に死去したが、当番組で特集が組まれたのはそれから4ヵ月後のことである。
2012年3月26日の最終回には、｢別れの心理学｣をテーマにし、精神分析の視点から見た“別れ”について特集した。